# Canidae
Los cánidos (Canidae) son una familia de mamíferos del orden Carnivora, de régimen carnívoro. Entre otros, abarca a lobos (incluyendo perros), chacales, coyotes, cuones, dingos, licaones, perros mapache, aguarás guazú, guarás, zorros de la Pampa o aguarachays, zorros culpeo y vulpinos (zorros). Estos animales son digitígrados. Entre sus principales características, en general, se incluyen hocico largo y fino y cuerpo esbelto.

## Características
Los cánidos silvestres se encuentran en todos los continentes, excepto en la Antártida, y habitan en una amplia gama de hábitats diferentes, incluidos desiertos, montañas, bosques y praderas. Varían en tamaño desde el zorro fénec, que puede medir tan solo 24 cm (9,4 pulgadas) de largo y pesar 0,6 kg (1,3 libras), hasta el lobo gris, que puede medir hasta 160 cm (5,2 pies). ) de largo y puede pesar hasta 79 kg (174 lb). Sólo unas pocas especies son arbóreas: el zorro gris, el zorro isleño estrechamente relacionado y el perro mapache trepan habitualmente a los árboles.
Todos los cánidos tienen una forma básica similar, como lo ejemplifica el lobo gris, aunque la longitud relativa del hocico, las extremidades, las orejas y la cola varía considerablemente entre especies. Con la excepción del perro de monte, el perro mapache y algunas razas de perros domésticos, los cánidos tienen patas relativamente largas y cuerpos ágiles, adaptados para perseguir a sus presas. Las colas son tupidas y la longitud y calidad del pelaje varían según la estación. La parte del hocico del cráneo es mucho más alargada que la de la familia de los gatos. Los arcos cigomáticos son anchos, hay una cresta lambdoidea transversal en la parte posterior del cráneo y, en algunas especies, una cresta sagital que va de adelante hacia atrás. Las órbitas óseas alrededor del ojo nunca forman un anillo completo y las ampollas auditivas son lisas y redondeadas. Las hembras tienen de tres a siete pares de mamas.
Todos los cánidos son digitígrados, lo que significa que caminan de puntillas. La punta de la nariz siempre está desnuda, al igual que las almohadillas acolchadas de las plantas de las patas. Estos últimos constan de una única almohadilla detrás de la punta de cada dedo y una almohadilla central más o menos trilobulada debajo de las raíces de los dedos. Los pelos crecen entre las almohadillas y en el zorro ártico la planta del pie está densamente cubierta de pelo en algunas épocas del año. Con la excepción del perro salvaje africano de cuatro dedos (Lycaon pictus), las patas delanteras tienen cinco dedos, pero el pollex (pulgar) está reducido y no llega al suelo. En las patas traseras hay cuatro dedos, pero en algunos perros domésticos, a veces está presente un quinto dedo vestigial, conocido como espolón, pero no tiene conexión anatómica con el resto del pie. En algunas especies, las uñas ligeramente curvadas no son retráctiles y son más o menos romas, mientras que otras especies tienen garras más afiladas y parcialmente retráctiles.
El pene de los cánidos macho está sostenido por un báculo y contiene una estructura llamada bulbus glandis, que crea un vínculo copulador que dura hasta una hora durante el apareamiento. Los cánidos jóvenes nacen ciegos y sus ojos se abren unas semanas después del nacimiento. Todos los cánidos vivos (Caninae) tienen un ligamento análogo al ligamento nucal de los ungulados que se utiliza para mantener la postura de la cabeza y el cuello con poco esfuerzo muscular activo; este ligamento les permite conservar energía mientras corren largas distancias siguiendo rastros olfativos con el hocico pegado al suelo. Sin embargo, basándose en los detalles esqueléticos del cuello, se cree que al menos algunos de los Borophaginae (como Aelurodon) carecían de este ligamento.

## Evolución
Los cánidos aparecieron primero en el Eoceno medio-superior (Priaboniense) de Norteamérica. Su subsecuente evolución incluyó tres principales radiaciones adaptativas sucesivas y en parte solapadas, y este patrón se refleja en la subdivisión tripartita de los cánidos en tres subfamilias: Hesperocyoninae, Caninae y Borophaginae.
Los cánidos no se extendieron al Viejo Mundo hasta el Mioceno superior o el Plioceno inferior, y fueron tan exitosos en Norteamérica que aparentemente bloquearon durante buena parte del Terciario toda invasión significativa de miembros de otras familias de carnívoros similarmente adaptados. Su evolución fue favorecida por la extensión de las sabanas y más tarde por ambientes de pradera, como resultado de un deterioro en el clima mundial de las condiciones más tropicales propias del Terciario inferior.

## Clasificación
Para las especies actuales, los estudios genéticos coinciden en determinar dos tribus: Vulpini y Canini, pero no coinciden en incluir en ellos determinadas especies o géneros. Primero se distinguió entre cuatro grupos filogenéticos principales (Ostrander, 2008): el grupo que incluye al zorro común (géneros Vulpes, Alopex, Nyctereutes y Otocyon), el que incluye al lobo gris (Canis, Cuon y Lycaon), el de las especies sudamericanas (Atelocynus, Cerdocyon, Dusicyon, Lycalopex, Chrysocyon y Speothos) y, por último, el género Urocyon, que integra el clado más diferenciado. Los estudios más recientes incluyen el clado de todos los géneros específicamente sudamericanos, junto con el clado de los lobos dentro de la tribu Canini y, por otra parte, dentro de la tribu Vulpini, tanto el clado del género Vulpex (incluidos en él Alopex y Fennecus), como también el género Urocyon, pero dejando al género Nyctereutes  fuera de las dos tribus. Otros estudios indican sin embargo que Vulpes y Nyctereutes tienen una estrecha relación filogenética y forman un grupo hermano.
Los cánidos se dividen en tres subfamilias, de las que solo una, la de los caninos (Caninae), tiene especies vivientes:
- Subfamilia Borophaginae †
- Subfamilia Hesperocyoninae †
- Subfamilia Caninae
  - Tribu Canini
    - Género Canis
      - Canis anthus - lobo africano.
      - Canis aureus - chacal común, chacal dorado o chacal moro.
      - Canis latrans - coyote.
      - Canis lupus - lobo gris.
        - Canis lupus familiaris (Canis familiaris) - perro doméstico (subespecie del anterior).
        - Canis lupus lupus - lobo común, lobo europeo o lobo euroasiático (de Europa y Asia).
        - Canis lupus albus - lobo de tundra (del norte de Rusia).
        - Canis lupus arctos - lobo ártico, lobo polar o lobo blanco (del Ártico canadiense).
        - Canis lupus baileyi - lobo mexicano (de México y el sureste de EE. UU.).
        - Canis lupus campestris - lobo de la estepa o lobo del mar Caspio (del sur de Kazajistán, Irán, Afganistán, Hungría y Rumania).
        - Canis lupus chanco - lobo tibetano (del este y centro de Asia, y el Tíbet).
        - Canis lupus dingo - dingo (especie de antiguo perro feralizado).
        - Canis lupus crassodon - lobo de Vancouver (de la isla de Vancouver).
        - Canis lupus italicus - lobo itálico o lobo italiano (subespecie incluida hoy en día dentro de Canis lupus lupus).
        - Canis lupus arabs - lobo árabe (de Egipto, Jordania, la península arábiga e Israel).
        - Canis lupus occidentalis - lobo del Mackenzie (de Alaska y el noroeste de Canadá).
        - Canis lupus pallipes (o Canis indica) - lobo indio (desde el Oriente Medio y el suroeste de Asia hasta la India).
        - Canis lupus signatus - lobo ibérico (subespecie incluida hoy en día dentro de Canis lupus lupus).
        - Canis lupus hallstromi - perro cantor de Nueva Guinea (de Papúa Nueva Guinea).
        - Canis lupus irremotus - lobo de las Rocallosas (de las Montañas Rocosas).
        - Canis lupus manningi - lobo de Baffin (del este de Groenlandia).
        - Canis lupus pambasileus - lobo del Yukón o lobo negro de Alaska (de Alaska, en los alrededores de Yukón).

      - Canis rufus - lobo rojo.
        - Canis rufus lycaon (o Canis lycaon) - lobo rojo canadiense.

      - Canis himalayensis (o Canis lupus himalayensis) - lobo del Himalaya.
      - Canis simensis - chacal del Semién, lobo abisinio, lobo etíope o caberú.
      - Canis adustus - chacal listado.
      - Canis mesomelas - chacal de dorso negro, chacal de lomo negro o chacal de gualdrapa.

    - Género Cynotherium †.
      - Cynotherium sardous †.

    - Género Atelocynus
      - [Canis] Atelocynus microtis - perro de monte, zorro de orejas pequeñas o zorro de oreja corta.

    - Género Cerdocyon
      - [Canis] Cerdocyon thous - zorro cangrejero zorro- perro, lobinho. aguará.

    - Género Chrysocyon
      - [Canis] Chrysocyon brachyurus - lobo de crin, aguará guazú o borochi.

    - Género Dusicyon †.
      - [Canis] Dusicyon australis † - guará o lobo-zorro de las Malvinas.
      - [Canis] Dusicyon avus †
      - [Canis] Dusicyon cultridens †

    - Género Lycalopex
      - Lycalopex culpaeus - lobo de páramo, atoc, culpeo, o zorro colorado o zorro fueguino.
      - Lycalopex fulvipes - zorro chilote o zorro de Darwin.
      - Lycalopex griseus - zorro chilla, zorro gris o zorro patagónico.
      - Lycalopex gymnocercus - aguarachay, zorro de Azara o zorro pampeano.
      - Lycalopex sechurae - atoc, lobo de la costa, zorro sechurano o zorro del desierto peruano.
      - Lycalopex vetulus - zorro hoary o zorro de dientes pequeños.

    - Género Speothos
      - [Canis] Speothos venaticus - perro del vinagre, zorro vinagre, zorro de los matorrales, perro venadero, perro de agua, perro de monte o perro selvático.

    - Género Lycaon
      - Lycaon pictus - licaón, perro salvaje africano, lobo pintado, perro hiena o perro cazador de El Cabo.
      - Lycaon sekowei † - licaón austral, perro salvaje austral.

    - Género Cuon
      - Cuon alpinus - cuón, dole, perro rojo, perro jaro, perro salvaje asiático o perro salvaje indio.

  - Tribu Vulpini
    - Género Alopex
      - Alopex lagopus (o Vulpes lagopus) - zorro polar, zorro ártico, zorro blanco o zorro de las nieves.

    - Género Otocyon
      - Otocyon megalotis - otoción o zorro orejudo.

    - Género Urocyon
      - Urocyon cinereoargenteus - zorro gris arborícola o zorro gris.
      - Urocyon littoralis - zorro gris isleño o zorro isleño.

    - Género Vulpes
      - Vulpes bengalensis - zorro indio o zorro de Bengala.
      - Vulpes cana - zorro de Blanford, zorro afgano o zorro estepario.
      - Vulpes chama - zorro de El Cabo.
      - Vulpes corsac - zorro mongol.
      - Vulpes ferrilata - zorro tibetano o zorro arenero.
      - Vulpes macrotis - zorro kit.
      - Vulpes pallida - zorro pálido.
      - Vulpes rueppellii - zorro de Rüppell o zorro de la arena.
      - Vulpes velox - zorro veloz o zorro cometa.
      - Vulpes vulpes - zorro rojo o zorro común.
      - Vulpes zerda (o Fennecus zerda) - fénec o zorro del desierto.

  - Incertae sedis
    - Género Nyctereutes
      - Nyctereutes procyonoides - perro mapache o tanuki.

### Relaciones filogenéticas
Este cladograma muestra la posición filogenética de los cánidos dentro de Caniformia, basada en hallazgos fósiles:

|  | †Hesperocyoninae                                                                                            |
|  | |
|  | \| \| †Borophaginae \| \| \| \| \| \| Caninae (todos los cánidos modernos y relativos extintos) \| \| \| \| |
|  | |
|  | †Borophaginae                                                                                               |
|  | |
|  | Caninae (todos los cánidos modernos y relativos extintos)                                                   |
|  | |

|  | †Borophaginae                                             |
|  |                                                           |
|  | Caninae (todos los cánidos modernos y relativos extintos) |
|  |                                                           |

|  | †Hesperocyoninae                                                                                            |
|  | |
|  | \| \| †Borophaginae \| \| \| \| \| \| Caninae (todos los cánidos modernos y relativos extintos) \| \| \| \| |
|  | |
|  | †Borophaginae                                                                                               |
|  | |
|  | Caninae (todos los cánidos modernos y relativos extintos)                                                   |
|  | |

|  | †Borophaginae                                             |
|  |                                                           |
|  | Caninae (todos los cánidos modernos y relativos extintos) |
|  |                                                           |

|  | †Hesperocyoninae                                                                                            |
|  | |
|  | \| \| †Borophaginae \| \| \| \| \| \| Caninae (todos los cánidos modernos y relativos extintos) \| \| \| \| |
|  | |
|  | †Borophaginae                                                                                               |
|  | |
|  | Caninae (todos los cánidos modernos y relativos extintos)                                                   |
|  | |

|  | †Borophaginae                                             |
|  |                                                           |
|  | Caninae (todos los cánidos modernos y relativos extintos) |
|  |                                                           |

|  | †Hesperocyoninae                                                                                            |
|  | |
|  | \| \| †Borophaginae \| \| \| \| \| \| Caninae (todos los cánidos modernos y relativos extintos) \| \| \| \| |
|  | |
|  | †Borophaginae                                                                                               |
|  | |
|  | Caninae (todos los cánidos modernos y relativos extintos)                                                   |
|  | |

|  | †Borophaginae                                             |
|  |                                                           |
|  | Caninae (todos los cánidos modernos y relativos extintos) |
|  |                                                           |